# Virachola clara
Virachola clara är en fjärilsart som beskrevs av Gary R. Graves 1918. Virachola clara ingår i släktet Virachola och familjen juvelvingar. Inga underarter finns listade i Catalogue of Life.